# Базидіокарп

Схематичне зображення типової базидіокарпи, де показано плодове тіло, гименій і базідій

У грибів, базидіокарп або базидіома – це плодове тіло у базидіомікотових, багатоклітинна структура в якій утворюється споро-продукуючий гименій. Базидіокарп характерний для базидіоміцетів; пукциниоміцети і устоміцети не мають таких структур. Як і в інших спорокарп, епігуїстичні (над землею) базидіокарпи, що видимі неозброєним оком (особливо такі, що мають морфологію пластинчастого гриба) зазвичай називають грибами, в той час як гіпогеозні (підземні) базидіокарпи зазвичай називають фальшивими трюфелями.

## Типи

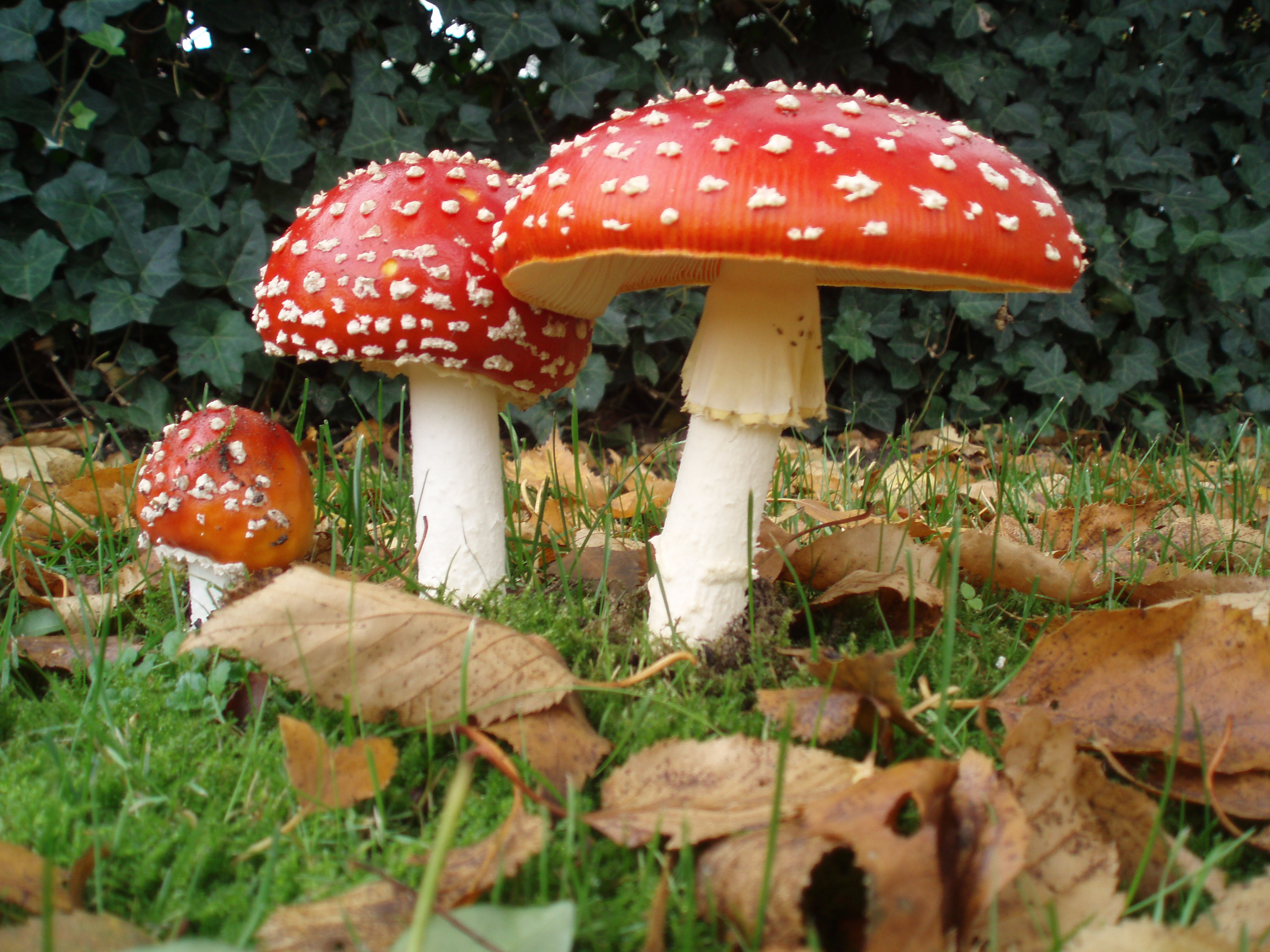
Басідіокарпи Amanita muscaria, мухомора червоного.
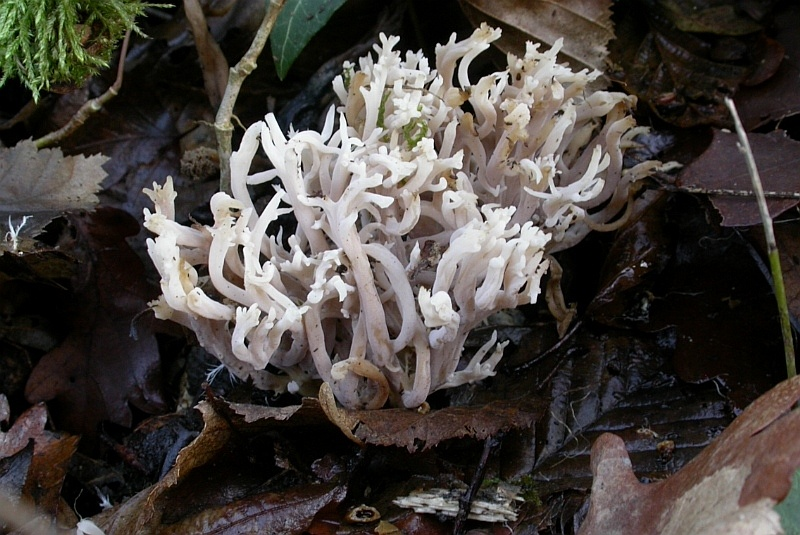
Басідіокарпи Ramaria rugosa, коралового гриба
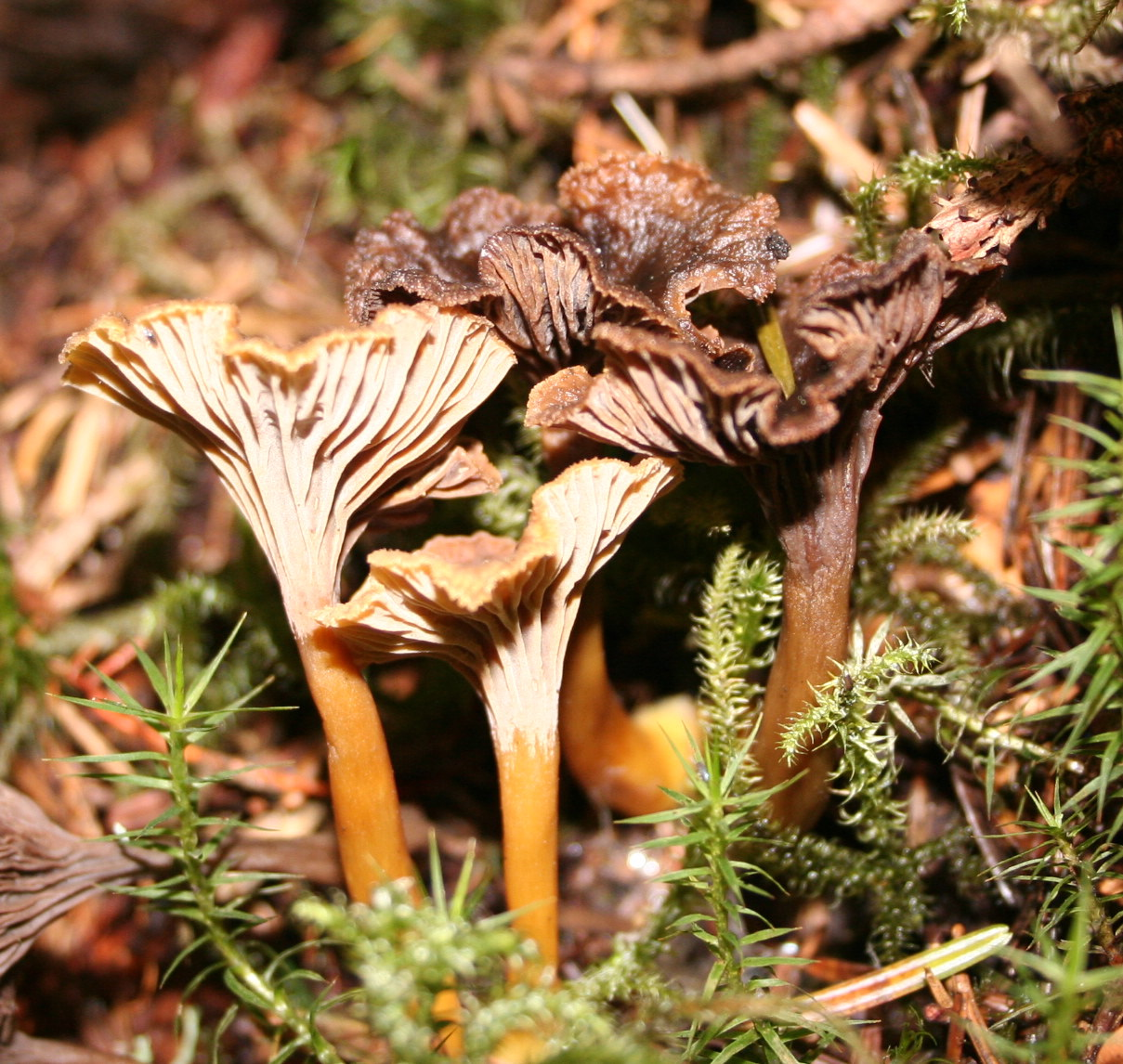
Басідіокарпи Craterellus tubaeformis, кантахелоїдного гриба.